# أوفه ران
أوفه ران (بالألمانية: Uwe Rahn)‏ ولد 21 مايو 1962 في مدينة مانهايم، ألمانيا الغربية هو لاعب كرة قدم الألماني السابق.

## مسيرته الكروية
لعب أوفه ران خلال مسيرته الاحترافية مع 7 أندية في سبعة عشر موسمًا وسجل خلالها 108 هدف ضمن 325 مباراة. ولم يفز بأي موسم بالكأس أو بالدوري.
خاض أوفه ران مسيرته مع نادي فالدهوف مانهايم في موسم 1979–80 لمدة موسم واحد، لم يشارك في أي مباراة ولم يسجل أي هدف. ثم انتقل إلى نادي بوروسيا مونشنغلادباخ في موسم 1980–81 ليلعب معه تسعة مواسم، حيث شارك في 227 مباراة سجل خلالها 81 هدفًا. لينتقل بعدها إلى نادي كولن في موسم 1988–89 ولمدة موسمين، مشاركًا في 43 مباراة سجل خلالها 13 هدفًا. ثم انتقل إلى SG Gesundbrunnen Berlin ‏ في موسم 1990–91 لمدة موسم واحد، مشاركًا في 21 مباراة سجل خلالها 5 أهداف. هذا وانتقل لاحقًا إلى نادي فورتونا دوسلدورف في موسم 1991–92 لمدة موسم واحد، مشاركًا في 15 مباراة سجل خلالها 5 أهداف أيضًا. ثم انتقل بعدها إلى نادي آينتراخت فرانكفورت في موسم 1992–93 لمدة موسم واحد، مشاركًا في 12 مباراة سجل خلالها 3 أهداف. ليعود وينتقل من جديد، لكن هذه المرة إلى نادي أوراوا رد دايموندز في عامي 1993-1995 ولمدة موسمين، مشاركًا في 7 مباريات سجل خلالها هدفا وحيدًا.

## روابط خارجية
- أوفه ران على موقع الاتحاد الدولي (مؤرشف)  (الإنجليزية)
- أوفه ران على موقع رابطة كرة القدم اليابانية للمحترفين (اليابانية)
- أوفه ران على موقع قاعدة بيانات كرة القدم.إي يو (الإنجليزية)
- أوفه ران على موقع بيانات كرة القدم. دي إي (الألمانية)
- أوفه ران على موقع ناشيونال فوتبول تيمز (الإنجليزية)
- أوفه ران على موقع Soccerway.com (الإنجليزية)
- أوفه ران على موقع عالم كرة القدم.نت (الإنجليزية)
- أوفه ران على موقع أوليمبيديا (الإنجليزية)

1. ↑  "معلومات عن أوفه ران على موقع national-football-teams.com". national-football-teams.com. مؤرشف من الأصل في 2020-03-11.
2. ↑  "معلومات عن أوفه ران على موقع sports-reference.com". sports-reference.com. مؤرشف من الأصل في 2019-01-06.
3. ↑  "معلومات عن أوفه ران على موقع static.fifa.com". static.fifa.com. مؤرشف من الأصل في 2019-12-09.
4. ↑  "أوفه ران". فرق كرة القدم الوطنية. Benjamin Strack-Zimmerman. اطلع عليه بتاريخ 2020-06-26.

- Uwe Rahn at weltfussball.de